# Iphigénia Auliszban (opera)
Az Iphigénia Auliszban Christoph Willibald Gluck 1774. április 19-én, Párizsban bemutatott operája.

## Az opera története
Az Iphigénia Auliszban elkészülte után még sokáig hevert a szerzők fiókjában. Du Roullet márki a Mercure de France című korabeli lapban igyekezett felhívni a párizsi opera igazgatóját a darabra, de a bemutató előkészületeire csak akkor kerülhetett sor, amikor Maria Antoinette, aki Gluck tanítványa és rajongója is volt, erre parancsot adott. Ezután azonban újabb bonyodalmakkal kellett szembenézniük a szerzőknek: a Piccinni-követők emelték fel a szavukat az opera ellen. Az Iphigénia Auliszban bemutatójával vette kezdetét az operatörténetbe operaháborúként bevonult harc, amely Piccinni és Gluck hívei között zajlott le a korabeli Párizsban. Ez leginkább egy művészetpolitikai, nem pedig művészeti harc volt: Piccinni ugyanis inkább a vígopera műfajában alkotott, míg Gluck inkább tragikus hangvételű darabjaival ért el nagy sikereket. A harcban a tulajdonképpeni zeneszerzők nem is igen vettek részt. Hosszas vita után végül 1774. április 19-én valósult meg a bemutató, az eredetileg tervezett április 12. helyett. Gluck maga tanította be a művét, a siker eleinte úgy látszott, nem lesz túl nagy. De amint haladt előre az előadás, egyre fokozódott és az opera végül 8 év alatt 200 előadást élt meg.
A cselekmény befejezését többször is módosították: eredetileg a szövegkönyvíró úgy képzelte el, hogy a főpap közli a jelenlévőkkel Artemisz döntésének megváltoztatását. Ez azonban feltűnően naiv megoldás volt, ezért a zeneszerző már az ősbemutatót követő évben változtatott rajta. Gluck megoldása: Artemisz maga jelenik meg a színen és nyilvánítja ki, hogy eltekint a véres áldozattól. Aztán miután sok éves feledés után Richard Wagner felfedezte a darabot, lényegesen átdolgozta azt, az esedékes 1847-es drezdai felújítás számára. Wagner arra törekedett, hogy minél jobban összhangba hozza Gluck operáját az euripidészi eredetivel. Az ő változatában az istennő Iphigéniát az áldozati oltárról ragadja el, hogy az papnő legyen és szolgáljon a templomában. Wagner érdeme volt, hogy jelentős módosításokkal 1847-ben sikerrel tudták színpadra állítani a darabot Drezdában. Az Iphigénia Auliszban ekkor került vissza a repertoárba. Azonban a mai előadásokon az eredeti változatot játsszák ismét.

## Az opera szereplői
| Szereplő                            | Hangfekvés   |
| ----------------------------------- | ------------ |
| Agamemnon, Mükéné királya           | bariton      |
| Akhilleusz, hadvezér                | tenor        |
| Kalakhasz, főpap                    | basszus      |
| Klütaimnesztra, Agamemnón felesége  | mezzoszoprán |
| Iphigénia, a lány                   | szoprán      |
| Artemisz                            | szoprán      |
| Arkasz, a testőrök parancsnoka      | basszus      |
| Patroklosz, a thesszáliáik fővezére | bariton      |

- Kórus: görög hadvezérek, Agememnon testőre, Klütaimnesztra asszonyai, auliszi leányok, Artemisz papnői, nép
- Történik: Auliszban, a görög tengerparton, a trójai háború előtt
- Színhelyek: I. felvonás: görög tábor Auliszban; II. felvonás: Agamemnon sátrában; III. felvonás: 1. kép: Klütaimnesztra és Iphigénia sátrában, 2. kép: szabad térség a tengerparton Artemisz oltára előtt
- Játékidő: 2 óra

## Az opera cselekménye

### I. felvonás
Agamemnon egy vadászat alkalmával megölt egy Artemisznek szentelt szarvast, amiért az istennő szélcsenddel sújtja az Auliszban vesztegelő görög flottát. A sereg a trójai háborúba indulna és a főpap közli a királlyal: csak lánya feláldozásával engesztelheti ki az istennőt. Agamemnon lelki vívódások után, de végül úgy dönt, hogy akkor inkább lemond a görögöket ért sérelem elégtételéről, csak lánya maradjon életben. Sietve küldi el Arkoszt felesége és lánya elé, akiket közben a táborba rendeltek. Iphigéniát azzal csalták az öbölbe, hogy Akhilleusz feleségül akarja venni, most viszont azt kell elhitetnie vele Arkosznak, hogy a hadvezér hűtlen lett hozzá. De minden hiába: Arkosz elkerüli a nőket, akik így a felvonás végére megérkeznek a görög táborba.

### II. felvonás
Mindenki vidáman készülődik a nagy ünnepségre, amikor Arkosz ront be a színre és előadja, hogy Agamemnon nem Akhilleuszhoz akarja adni a lányát, hanem Artemisznek szánja áldozatul. Akhilleusz haragra gerjed, menyasszonyát fegyverrel is hajlandó lenne megvédeni, de Agamemnon sem tud uralkodni érzelmein és megtagadja Artemisz kívánságát. Arkosznak parancsot ad, hogy Iphigéniával és anyjával titokban hagyja el a tábort.

### III. felvonás
1. kép: A görög harcosok Agamemnon sátra előtt dühösen követelik Iphigénia feláldozását. Arkosz bátran szembeszáll velük, de Iphigéniának fontosabb apja becsülete, mint a saját élete, ezért vállalja a halált: kész áldozatot hozni a görögök ügyéért. Akhilleusz könyörög, Klütaimnesztra kétségbeesik, de minden hiába, Iphigénia már döntött. A fájdalomtól eszét vesztett anya átkot mond lánya gyilkosaira.
2. kép: Artemisz oltára előtt már minden készen áll a szertartáshoz. Akhilleusz ront be harcosaival, hogy megmentse szerelmét. Közbelépése azonban felesleges: maga Artemisz jelenik meg: elengedi a lány feláldozását. Ezután diadalt jósol a görögöknek.

## Az opera szövegkönyve és zenéje
A szövegkönyvíró du Roullet márki nem követte közvetlenül Euripidész drámáját, hanem két korabeli feldolgozás alapján dolgozott. Az egyik Jean Racine háromfelvonásos drámája volt, amelyet 1674-ben mutattak be, a másik Algarotti színműve. Ez utóbbi hol az eredeti euripidészi darabra, hol Racine művére támaszkodik. A szövegkönyv végső formájának kialakításában Gluck is aktívan részt vett. A márkival karöltve jelentősen leegyszerűsítették a szerintük feleslegesen dagályos Racine dráma menetét. Számos epizódot, retorikai részt, az udvari intrikára történő utalást elhagytak. Euripidész sorsdráma figuráit emberközelbe hozzák az Akhilleusz–Iphigénie szerelmi szál beiktatásával.
A darabbal a zeneszerző véghez vitte a francia nyelvű opera reformját. Az Iphigenia Auliszbannal egyúttal a francia hősi opera mintaképét is megalkotta. A zeneszerző ebben a darabban valósította meg azt az elképzelését, hogy a nyitány az egész mű érzelmi tartalmát és lefolyását kell, hogy előrevetítse. Még a korábbiaknál is szorosabb egységet alkot a műben a szöveg, a zene, a kar és a balett. A korábbiakhoz képest sokkal fejlettebb a jelenetépítkezés. Közelebb került egymáshoz a recitativo és a zárt számok érzelmi-hangulati kifejezése. Mindeme törekvésnek a végső célja nem más, minthogy a drámai cselekmény minél világosabban uralkodjék az alkotás egyéb elemei fölött. Nagyon sokrétű a jellemábrázolás. A zene realisztikusan kelti életre Agamemnon tépelődéseit, felesége kitöréseit és fenyegetéseit, Ipihigénie csendes megnyugvását, Akhilleusz hősiességét és a főpap elszántságát. Hatalmas, monológszerű jeleneteket kapnak az énekesek, a kórusok óriási hangtömbökben áradnak.
Az opera kompromisszum a tragédie lyrique konvenciói, az opera seria megoldásai, illetve a tragédia között. Elég hosszadalmasak a balettok, amelyek gavotte- és menüettlejtésükkel, lágy pátosszal mozgatják a szereplőket. Az egyes számok zártságát a kibontakozó zenedramaturgia érdekében betoldások, tempóváltások szakítják meg. A kórus ez esetben is részt vesz a történetben, és a főhősnő ellenfelévé változik egyes jelenetekben. Gluck ebben a művében szakít végleg az olasz nyelv bel canto ének stílusával és alkalmazza a francia nyelvhez közelebb álló ritmikus deklamációt.